# 안동 정재종택
안동 정재종택(安東 定齋宗宅)은 경상북도 안동시 임동면에 있는 건축물이다. 2012년 10월 22일 경상북도의 기념물 제170호로 지정되었다.

## 개요
퇴계 이황의 학문을 계승한 정재 유치명(1777∼1861)의 종가이다. 증조부인 유관현이 조선 영조 11년(1735)에 세운 이 집은 원래 임동면에 있었으나 임하댐 건설로 1987년 지금 있는 자리에 옮겨 세운 것이다.
대문채, 정침, 사당으로 구성되었는데, 정침은 안채와 사랑채를 포함한 건물로 ㅁ자형 평면을 갖추고 있다. 앞쪽에는 사랑채를 구성하고 뒤쪽에는 안채를 두었으나 앞·뒤 공간이 안쪽에서 연결되지 않고 분리되어 있다. 사랑채에서 안채로 들어가려면 건물 오른쪽에 있는 중문을 통해서만 출입할 수 있게 하였다.
안채와 사랑채의 구획이 뚜렷하며 비교적 옛 모습을 잘 간직하고 있는 전통 가옥이다.

## 참고 자료
- 안동 정재종택 - 국가유산청 국가유산포털